# Cot Potibang
Cot Potibang är en kulle i Indonesien.   Den ligger i provinsen Aceh, i den västra delen av landet, 1 900 km nordväst om huvudstaden Jakarta. Toppen på Cot Potibang är 175 meter över havet. Cot Potibang ligger på ön Pulau We.
Terrängen runt Cot Potibang är platt åt nordost, men åt sydväst är den kuperad. Havet är nära Cot Potibang norrut.  Närmaste större samhälle är Sabang, 3,9 km nordväst om Cot Potibang. I omgivningarna runt Cot Potibang växer i huvudsak städsegrön lövskog.